# كلير تريفور
كلير تريفور (بالإنجليزية: Claire Trevor )‏ (و. 1910 – 2000 م) هي ممثلة أفلام، وممثلة مسرحية، وممثلة تلفزيونية، وممثلة أمريكية، توفيت في نيوبورت بيتش، أورانج، كاليفورنيا، عن عمر يناهز 90 عاماً، بسبب فشل تنفسي.

## التعليم
تعلمت في الأكاديمية الأميركية للفنون المسرحية (حتى 1929).

## جوائز وترشيحات
حصلت على جوائز منها:
جوائز
- جائزة الأوسكار لأفضل ممثلة مساعدة، عن عمل: كي لارغو
- جائزة الأوسكار

ترشيحات
- جائزة الأوسكار لأفضل ممثلة مساعدة، عن عمل: السامي والقوي (1937)
- جائزة الأوسكار لأفضل ممثلة مساعدة، عن عمل: النهاية الميتة (1937)
- جائزة الأوسكار لأفضل ممثلة مساعدة، عن عمل: كي لارغو (1937)

ترشحت لـ:
- جائزة الأوسكار لأفضل ممثلة مساعدة، عن عمل: النهاية الميتة (1937)
- جائزة الأوسكار لأفضل ممثلة مساعدة، عن عمل: مفتاح لارغو
- جائزة الأوسكار لأفضل ممثلة مساعدة، عن عمل: السامي والقوي.

## وصلات خارجية
- كلير تريفور على موقع IMDb (الإنجليزية)
- كلير تريفور على موقع الموسوعة البريطانية (الإنجليزية)
- كلير تريفور على موقع روتن توميتوز (الإنجليزية)
- كلير تريفور على موقع ألو سيني (الفرنسية)
- كلير تريفور على موقع تيرنر كلاسيك موفيز (الإنجليزية)
- كلير تريفور على موقع أول موفي (الإنجليزية)
- كلير تريفور على موقع قاعدة بيانات برودواي على الإنترنت (الإنجليزية)
- كلير تريفور على موقع قاعدة بيانات الأفلام السويدية (السويدية)
- كلير تريفور على موقع إن إن دي بي (الإنجليزية)
- كلير تريفور على موقع ديسكوغز (الإنجليزية)